# Jose de Luzuriaga
Jose Ruiz de Luzuriaga (Bacolod, 10 januari 1843 - Barcelona, 5 juli 1921) was een Filipijns rechter, suikerplantagehouder en revolutionair. Luzuriaga was van 1901 tot 1913 lid van de Philippine Commission.

## Biografie
Jose de Luzuriage werd geboren op 10 januari 1843 in Bacolod in de Filipijnse provincie Negros Occidental. Zijn vader was een Spaanse kolonel in het Carlistische leger die na het einde van de Eerste Carlistenoorlog in 1840 naar de Filipijnen emigreerde en daar trouwde met Jose's moeder, Juliana Guikin. Hij kreeg privéonderwijs in Balolod en ging daarna naar het Instituto de Reyes in Manilla. Na het voltooien van zijn opleiding keerde hij terug in Bacolod waar hij handelaar en manager van suikerplantages van de familie Luzuriaga werd.
Later was hij vrederechter en rechter van het Court of First Instance (Primera Instancia). Ook was hij lid van het provinciebestuur en werd hij in 1898 benoemd in de raad van hervormingen voor de Visayas. Luzuriaga fungeerde als intermediair voor de overgave van de Spanjaarden aan de revolutionaire troepen in Bacolod op 6 november 1898. Bovendien werd hij daarop tot president van de tijdelijke regering van Negros gekozen. 
Kort daarop op 18 februari was hij opnieuw verantwoordelijk voor een vreedzame overdacht van de macht, ditmaal aan de Amerikaanse troepen. In 1900 werd Luzuriage benoemd tot gouverneur van de provincie Negros Occidental. In 1901 was hij een van de eerste leden van de Philippine Commission. Hij was het enige lid dat gedurende de hele periode dat dit orgaan bestond (tot 1913) lid was.
Aan het einde van zijn leven emigreerde hij naar Spanje, waar hij zich vestigde in Barcelona. Daar overleed Luzuriaga in 1921 op 78-jarige leeftijd. Hij was getrouwd met Josefina Blanco met wie hij enkele kinderen kreeg. Luzuriaga Street in Bacolod werd naar hem vernoemd.

## Bron
- Rosenstock's Press Reference Library, Philippine Edition, Manilla, 1913